# Eichigt
Eichigt je obec v německé spolkové zemi Sasko. Nachází se v zemském okrese Fojtsko a má přibližně 1 100 obyvatel. Je členem česko-německého mikroregionu Přátelé v srdci Evropy.

## Historie
První zmínka o obci pochází z roku 1240. V roce 1813 v Eichigtu založili tábor legendární Černí lovci majora von Lützova, kteří se připravovali dobýt město Hof, které v té době držel Napoleon. Mezi Lützovovými vojáky byl také básník Theodor Körner, podle něhož byla v obci pojmenována stará lípa (ta již dnes neexistuje). V roce 2003, u příležitosti 190. výročí této události byl na památku Lützovovy jednotky odhalen v blízkosti kostela svaté Kateřiny památník.

## Vývoj počtu obyvatel
| Rok            | 1998  | 1999  | 2000  | 2001  | 2002  | 2003  | 2004  | 2007  |
| -------------- | ----- | ----- | ----- | ----- | ----- | ----- | ----- | ----- |
| Počet obyvatel | 1 493 | 1 473 | 1 473 | 1 445 | 1 429 | 1 391 | 1 383 | 1 347 |

## Památky

### Kostel svaté Kateřiny
V obci se nachází evangelický kostel sv. Kateřiny, který byl ve 13. století jako katolická kaple. Kostel je výjimečný tím , že se jedná o opevněný kostel. Kostel a hřbitov jsou ohrazeny zdí se šindelovou stříškou, která byla v nedávné době rekonstruována. Mezi lety 1996-2006 byl kostel citlivě rekonstruován a získal nové věžní hodiny.
Jedná se o jeden z nejstarších kostelů ve Fojtsku. Jeho západní část je nejstarší, a jsou na ní patrné románské prvky, jako například portál. Kostel byl přestavován již ve 14. století, a ztratil tak původní rysy.

## Místní části
- Bergen
- Birkigt
- Ebersbach
- Ebmath
- Eichigt
- Hundsgrün
- Kugelreuth
- Süßebach
- Tiefenbrunn
- Pabstleithen